# スザンナ・マシャット・ジョーンズ
スザンナ・マシャット・ジョーンズ（Susannah Mushatt Jones、1899年7月6日 - 2016年5月12日）は、2015年6月17日から2016年5月12日に死去するまで存命人物のうち長寿世界一であったアメリカの女性。存命時点では1800年代生まれの生存者2人のうちの1人であり（もう1人はエンマ・モラーノで、スザンナの死去後に世界最高齢となった）、アメリカでは19世紀生まれの最後の生き残りでもあった。ニューヨーク州の歴代最高齢者であり、アメリカ史上3番目の長寿記録を持つ人物でもある。

## 略歴
1899年7月6日、父カリー（Callie）と母メアリー（Mary）の11人のうちの3番目の子としてアラバマ州・ラウンズ郡にて生誕。1923年以来ニューヨーク市に在住。1928年にヘンリー・ジョーンズ（Henry Jones）と結婚するが、5年後の1933年に離婚。彼女に子供はいなかった。100歳頃から緑内障を患っていて目が不自由であった。喫煙しないこととよく寝ることを長寿の秘訣としていた。ベーコンが好物であり、よく食べていたという。

## 長寿記録
- 2015年6月17日 - ジェラレアン・タリーの死去に伴い、115歳346日で存命する世界最高齢者となる。
- 同年8月16日 - ゴールディ・スタインバーグが死去したことに伴い、アメリカで最後の19世紀生まれの生存者となる。
- 同年10月14日 - 116歳100日で、ベシー・クーパーの年齢に達し、死去した人物も含めた世界長寿記録保持者の上位10位内に入る。
- 2016年5月12日 - 116歳311日で死去[5]。